# Chloramin-T
Chloramin-T là hợp chất hữu cơ có công thức hóa học là CH3C6H4SO2NClNa. Cả dạng muối khan và muối trihydrat của nó đều đã biết đến. Cả hai đều là chất bột màu trắng. Chloramin-T được sử dụng làm thuốc thử trong tổng hợp hữu cơ.

## Phản ứng
Nguyên tử chlor trong chloramin-T rất hoạt động. Khả năng phản ứng của nó tương tự như phản ứng của natri hypochlorit. Dung dịch nước của chloramin-T có tính base nhẹ (độ pH thường là 8,5). Độ acid (pKa) của n-chlorophenylsulfonamit C6H5SO2NClH là 9,5.
Nó được điều chế bằng cách oxy hóa toluenesulfonamit với natri hypochlorit, sau đó được sản xuất tại chỗ từ natri hydroxide và chlor:

## Sử dụng

### Thuốc thử amidohydroxyl hóa
Quá trình oxyamin hóa chuyển đổi alken thành aminoalcohol. Nguyên liệu quan trọng của phản ứng này là chloramin-T. Các aminoalcohol là sản phẩm quan trọng trong tổng hợp hữu cơ và trong việc điều chế các loại thuốc mới.

### Chất oxy hóa
Chloramin-T là một chất oxy hóa mạnh. Nó oxy hóa hydro sulfide thành lưu huỳnh và khí mù tạt để tạo ra tinh thể sulfimide.
Nó chuyển iod thành iod monochloride (ICl). Phân tử ICl trải qua sự thay thế electron bởi các vòng thơm được hoạt hóa, chẳng hạn như các vòng thơm của amino acid tyrosin. Do đó, chloramin-T được sử dụng để kết hợp iod với các peptide và protein. Chloramine-T cùng với iodo-gen hoặc lactoperoxidase thường được sử dụng để ghi nhãn đồng vị phóng xạ của iod với peptide và protein.

## Chứng chỉ
- EN 1276 Bactericidal
- EN 13713 Bactericidal
- EN 14675 Virucidal
- EN 14476 Virucidal Norovirus
- EN 1650 Fungicidal
- EN 13704 Sporicidal Chlorstridium difficile